# Catadromus
Catadromus is een geslacht van kevers uit de familie van de loopkevers (Carabidae). De wetenschappelijke naam van het geslacht is voor het eerst geldig gepubliceerd in 1825 door W.S. Macleay.

## Soorten
Het geslacht Catadromus omvat de volgende soorten:
- Catadromus australis Castelnau, 1834
- Catadromus cooki Giachino, 2005
- Catadromus goliath Tschitsch?rine, 1896
- Catadromus lacordairei Boisduval, 1835
- Catadromus simonae Dupuis, 1911
- Catadromus tenebrioides (Olivier, 1790)
- Catadromus tschitscherini Straneo, 1941